# Nigel Bridge, Baron Bridge of Harwich
Nigel Cyprian Bridge, Baron Bridge of Harwich (* 26. Februar 1917 in Codicote, Hertfordshire; † 20. November 2007 in London) war ein britischer Jurist, der zuletzt als Lord of Appeal in Ordinary gemäß dem Appellate Jurisdiction Act 1876 als Life Peer auch Mitglied des House of Lords war.

## Leben

### Studium, Lordrichter und Oberhausmitglied
Nach dem Schulbesuch arbeitete Bridge, Sohn eines Offiziers der Royal Navy, nach 1934 als Journalist bei Tageszeitungen in Lancashire und trat im Zweiten Weltkrieg 1940 in die British Army ein. In der Folgezeit fand er Verwendung im King’s Royal Rifle Corps und wurde zuletzt zum Hauptmann befördert.
Nach Kriegsende absolvierte er ein Studium der Rechtswissenschaften und erhielt nach Abschluss des Studiums 1947 die anwaltliche Zulassung bei der Rechtsanwaltskammer (Inns of Court) von Inner Temple. Im Anschluss nahm er eine Tätigkeit als Barrister auf und wurde 1964 sogenannter „Bencher“ der Anwaltskammer von Inner Temple. Danach arbeitete er zwischen 1964 und 1968 als Rechtsberater im Schatzamt (Treasury).
1968 wurde er Richter in der Kammer für Zivilsachen (Queen’s Bench Division) an dem für England und Wales zuständigen  High Court of Justice und bekleidete dieses Richteramt bis 1975. Zugleich wurde er 1968 zum Knight Bachelor geschlagen und führte seither den Namenszusatz „Sir“. Zuletzt war er zwischen 1972 und 1975 auch Vorsitzender Richter des Senats für West-England (Western Circuit) des High Court of Justice. Als solcher leitete er den Prozess gegen die Birmingham Six, sechs Männer, die im Jahre 1975 fälschlicherweise für IRA-Bombenanschläge im britischen Birmingham zu lebenslangen Freiheitsstrafen verurteilt wurden.
Nach Beendigung dieser Richtertätigkeit erfolgte 1975 seine Berufung zum Richter (Lord Justice of Appeal) am Court of Appeal, dem für England und Wales zuständigen Appellationsgericht, an dem er bis 1980 tätig war. Daneben wurde er 1975 auch zum Privy Councillor ernannt.
Zuletzt wurde Bridge durch ein Letters Patent vom 29. September 1980 aufgrund des Appellate Jurisdiction Act 1876 als Life Peer mit dem Titel Baron Bridge of Harwich, of Harwich in the County of Essex, zum Mitglied des House of Lords in den Adelsstand berufen und wirkte bis 1992 als Lordrichter (Lord of Appeal in Ordinary).

### Bedeutende Urteile als Lordrichter
Während seiner Amtszeit als Lordrichter wirkte er bei einigen Entscheidung mit wie zum Beispiel:
- McLoughlin v O'Brian (1983): In diesem Verfahren aus dem Tort Law ging es um die Möglichkeit der Forderungsansprüche durch eine Familie für psychische Schäden, die ein Familienmitglied bei einem Unfall erlitten hatte.
- Wilsher v Essex Area Health Authority (1988): In diesem Verfahren aus dem Tort Law befassten sich die Lordrichter mit der „wesentlichen Erhöhung eines Risikos“ als Prüfung für die Verursachung.
- Caparo Industries plc v Dickman (1990): In diesem Verfahren aus dem Tort Law ging es um die Prüfung von Sorgfaltspflichten.
- Alcock v Chief Constable of South Yorkshire Police (1992): In diesem Verfahren aus dem Tort Law befassten sich die Lordrichter mit der Frage der Haftung für Nervenschocks als Ursache für psychische Schäden.
- Murphy v Brentwood District Council (1991): In diesem Verfahren aus dem Tort Law ging es um die Entschädigung reiner wirtschaftlicher Schäden aufgrund von unerlaubten Handlungen.
- Abbey National Building Society v Cann (1991): In diesem Verfahren aus dem Bodenrecht (Land Law) kam es zu einer Entscheidung über das Recht einer Person mit einem gerechtfertigten Interesse an einem Grundbesitz, das sich in dessen tatsächlichen Besitz befindet, wenn eine Bank Rücknahme ersucht.
- Lloyds Bank plc v Rosset (1991): In diesem Verfahren aus dem Property Law (Vermögensrecht) befassten sich die Lordrichter mit den Rechten von Lebensgefährten.